# Castro (Latium)

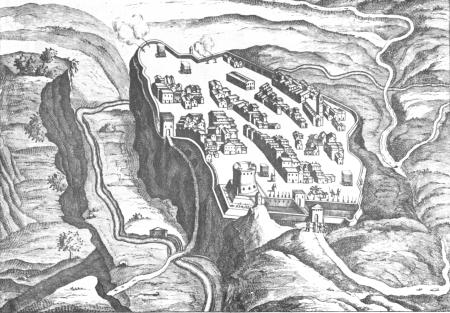
Dessin de Castro, d'après Joan Blaeu, Theatrum civitatum et admirandorum Italiae, ad aevi veteris et praesentis temporis faciem expressum a Ioanne Blaeu, p. 251, Amsterdam, 1663

Castro est la du capitale Duché de Castro et la résidence du duc. C'est une ancienne ville à proximité du fleuve Fiora et qui se situe au cœur de l'Étrurie méridionale dans la Maremme laziale, aujourd'hui dans le territoire de la commune de Ischia di Castro dans la Province de Viterbe. Elle est détruite en 1649 après le siège et la déportation de ses habitants.

## Histoire
Les origines remontent à la préhistoire, des traces ont été retrouvées dans la localité de Chiusa del Vescovo et de l'Infernaccio. Elle est le siège d'une ville étrusque, peut-être Statonia. Dans les nécropoles, de nombreuses sépultures sont présentes dont la Tomba della Biga découverte par des archéologiques belges en 1967.
Au Moyen Âge, le château appartient à une femme, et cette situation singulière donne le nom de Castrum Felicitatis. Le village s'agrandit et devient une ville obtenant une certaine autonomie communale sous l'autorité du pape qui la défend des seigneurs toscans et laziales.

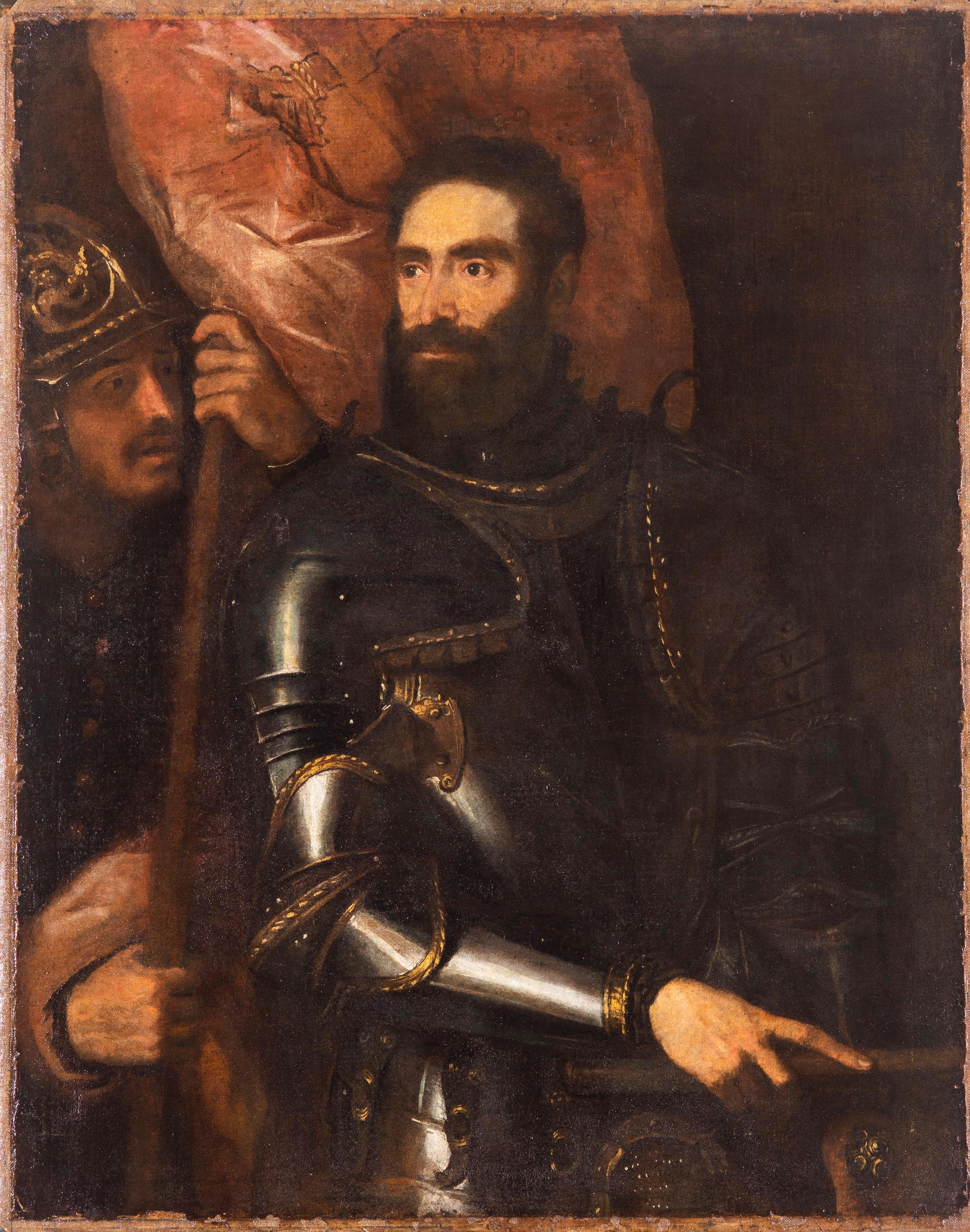
Portrait de Pierre-Louis Farnèse
tableau de Titien (v. 1546)
Musée de Capodimonte, Naples.

En 1527, une faction emmenée par Antonio Scaramiccia et Giacomo (Jacopo) Caronio tente de pendre le pouvoir et organise un coup d'État. Il demande la protection de Pierre-Louis Farnèse qui accepte en entre pacifiquement dans la ville, accueilli favorablement par les habitants. Les lansquenets qui saccagent Rome oblige le pape Clément VII à quitter Orvieto. Il découvre alors la situation et ordonne à Pierre-Louis de quitter Castro. Pierre-Louis quitte la ville en novembre et immédiatement après, le pape demande à Gian Galeazzo Farnèse, cousin de Pierre-Louis et seigneur de Latera, d'infliger une punition exemplaire aux habitants de Castro,
À l'aube du 28 décembre, jour qui est dédié à saint Innocent, Gian Galeazzo pénètre dans la ville et saccage Castro. Le saccage est décrit en 1575 par le notaire Domenico Angeli, habitant de Castro dans De Depraedatione Castrensium et suae Patriae Historia (le sac de Castro et l'histoire de sa patrie). Selon Domenico Angeli, Gian Galeazzo réussit à entrer dans Castro par la porte Santa Maria que les habitants utilisaient pour se rendre à une source, unique point de ravitaillement en eau.
Le 31 octobre 1537, la ville passe aux mains des Farnèse, Castro ajoute à ses armes les symboles des Farnèse composés d'un lion rampant, de trois lys bleus et la devise « Castrum Civitas Fidelis ». Mais Castro est encore dévasté par le saccage de Gian Galeazzo Farnèse, beaucoup d'habitants ont fui et la ville est réduite à un petit village pauvre. Les Farnèse, assistés de Antonio da Sangallo le Jeune, reconstruisent complètement la ville de Castro, ajoutant des fortifications, des palais publics, des routes, des maisons, pratiquement la ville entière qui devient un chantier et peu à peu se transforme en une ville de la Renaissance. Les Farnèse instituent aussi leur propre monnaie.
Annibal Caro, historien et homme de lettres touchés par la beauté de la ville, a laissé des descriptions détaillées : La ville se situe sur une colline entourée pour moitié par le torrent Olpeta] Pour accéder à Castro, il faut traverser un pont à deux arcades. Le cœur de la ville est occupé par la place Maggiore qu'une fontaine occupe en son centre et sur laquelle se trouvent le palais de la monnaie et l'hostaria (appelé par les habitants,Palazzo del Duca in Piazza) pour accueillir les hôtes du duc. Sur la place et les rues environnantes se trouvent les palais des citoyens les plus importants. Les dessins du palais ducal réalisés par Sangallo et conservés à Florence montrent un palais de style mi-palais forteresse du XVe et mi-palais luxueux du XVIIe siècle. Castro a des routes et des places de briques, ce qui est assez rare au XVIe siècle.

Cathédrale San Savino.

A partir de 1639, les Farnèse, dirigés par le duc de Parme Édouard Ier Farnèse, entrent en conflit avec la famille Barberini du pape Urbain VIII. La guerre est déclarée entre les Farnèse et la papauté, celle-ci dure plusieurs années.
En 1649, Innocent X, successeur d'Urbain VIII, accuse le fils d’Édouard, Ranuce d'être le commanditaire de l'assassinat de l'évêque barnabite Cristoforo Giarda qu'il vient de nommer. Cet épisode est à l'origine de la seconde guerre de Castro. Les troupes pontificales s'emparent la ville de Castro et le 2 septembre 1649, Innocent X ordonne la destruction de la ville, jusqu’aux fondations, autorise le pillage et interdit sa reconstruction.
Une stèle avec l’inscription «Quì fu Castro» (ici fut Cstro) fut deposée sur le site.

## Églises
Castro dispose de treize églises selon les documents de la curie, la principale est la cathédrale San Savino, protecteur de la ville et siège du diocèse dont la fête est le 3 mai. La cathédrale est de style roman et fut consacrée le 29 avril 1286 comme l'indiquait une plaque apposée sur la façade de la cathédrale et par la suite déplacée vers une commune voisine. La plaque déclare la consécration par l'évêque de Castro, San Bernardo da Bagnoregio et par douze autres prélats. À proximité du mur d'enceinte, se trouve l'église médiévale San Pancrazio construite par les habitants de Vulci après que leur ville a été détruite par les Sarrasins, les obligeant à s'installer à Castro. Les autres églises sont l'église de la Madonna della Viola (résidence de l'évêque avant la construction de la cathédrale), San Bernado Abate, Santa Lucia, San Sabastiano, La Madonna del Camine (construite par un militaire pour respecter un vœu), hors ville et à proximité du cimetière, Santa Maria dei Servi. L'église San Giovanni est associée à l'hôpital administré par ladite confraternité. Un membre laïc de la confraternité, Luciani Silvestri, a réalisé à ses frais un hospice pour les veuves et les orphelins. Dans la localité connue sous le nom de Prato Cotone, à proximité de la confluence de l'Olpeta dans le Flora, est édifié sur les plans de Sangallo, l'église et le monastère franciscain, qui se sont rendus à Castro sur invitation du duc.
Sangallo a conçu les murs défensifs de la ville et l'entrée principale appelée porte Lamberta en forme d'arc de triomphe qui représente les épisodes les plus glorieux de la famille Farnèse.
Castro dispose d'un puits identique à celui de San Patrizio à Orvieto dit « puits de Santa Lucia » en raison de la proximité de l'église et qui remplaça la source d'approvisionnement de la porte Santa Maria qui avait été le moyen de pénétrer dans Castro.